# Peperomia antioquiensis
Peperomia antioquiensis är en pepparväxtart som beskrevs av R. Callejas. Peperomia antioquiensis ingår i släktet peperomior, och familjen pepparväxter. Inga underarter finns listade i Catalogue of Life.